# Аскалы
Аскалы (кирг. Аскалы) — село в Алайском районе Ошской области Кыргызстана. Входит в состав Алайскского айылного аймака имени К. Белекбаева.

## География
Село расположено в южной части области, в высокогорной зоне, на берегах реки Аскалы (бассейн реки Куршаб), на расстоянии приблизительно 26 километров (по прямой) к юго-востоку от села Гульча, административного центра района. Абсолютная высота — 2380 метров над уровнем моря.

## Население
Согласно оценочным данным Национального статистического комитета Кыргызской Республики, численность населения села на начало 2023 года составляла 782 человека.
| год     | 2009 | 2014 | 2015 | 2020 | 2021 | 2023 |
| ------- | ---- | ---- | ---- | ---- | ---- | ---- |
| человек | 600  | 646  | 638  | 790  | 797  | 782  |